# Aleksandr Dybman
Alexander Borisovitsj Dybman (Russisch: Александр Борисович Дыбман) (Leningrad, 1962) Is een internationaal grootmeester dammen met de Russische nationaliteit. 
Hij won in Groningen het wereldkampioenschap 1986 en verdedigde die titel in Irkoetsk met succes door de WK-match 1987 tegen Anatoli Gantvarg met 20-20 gelijk te spelen. 
Hij werd kampioen van de Sovjet-Unie in 1983, 1984 en 1986.
Eind jaren tachtig werd hij ernstig ziek. Hij kon niet met medicijnen in de Sovjet-Unie worden genezen en verhuisde naar Duitsland. Sindsdien speelt hij nagenoeg geen toernooien meer.